# Eleventh Dream Day
Gli Eleventh Dream Day sono una rock band di Chicago, Illinois.

## Storia del gruppo
Nel 1981 il cantante e chitarrista Rick Rizzo incontra la batterista e cantante Janet Beveridge Bean all'Università del Kentucky. Trasferitisi a Chicago si uniscono al bassista Douglas McCombs e al chitarrista Baird Figi. Dopo alcuni anni di attività dal vivo, finalmente nel 1987 incidono l'EP omonimo per la Amoeba. Il disco contiene già il suono caratteristico del gruppo, un sound ispirato al chitarrismo di Neil Young, miscelato con l'energia del punk. Il successivo Praire School Freakout del 1988 suscita l'interesse della Atlantic Records che li mette sotto contratto e pubblica il successivo lavoro Beet nel 1989. Nonostante l'attenzione della critica l'album non ha fortuna commerciale come neanche il successivo Lived To Tell del 1991. Baird Figi abbandona il gruppo e viene rimpiazzato da Matthew O'Bannon. Il gruppo tenta il successo commerciale con El Moodio del 1993, anche questa volta senza esito. Dopo questi insuccessi l'Atlantic li licenzia.

O'Bannon se ne va prima dell'incisione di Ursa Major nel 1994 e la band cessa di esistere come progetto stabile. Rizzo torna al college, mentre Bean e McComb si dedicano ai loro progetti paralleli, rispettivamente Freakwater e Tortoise.

Dopo un periodo di sosta, firmano un contratto con l'etichetta indipendente Thrill Jockey per la quale incidono Eighth nel 1997, seguito da Stalled Parade nel 2000. Dopo sei anni, durante i quali continuano ad esibirsi dal vivo, danno alle stampe Zeroes and Ones nel 2006. L'album è prodotto da Mark Greenberg che suona anche le tastiere.

Il loro ultimo album Riot Now! è stato pubblicato il 15 marzo 2011, sempre su etichetta Thrill Jockey Records.

## Discografia
- Eleventh Dream Day (1987)
- Prairie School Freakout (1988)
- Beet (1989)
- Borscht (1990)
- Lived to Tell (1991)
- El Moodio (1993)
- Ursa Major (1994)
- Eighth (1997)
- Stalled Parade (2000)
- Zeroes and Ones (2006)
- Riot Now! (2011)
- Works for tomorrow (2015)
- Since Grazed (2021)

### Presenza in altre compilation
- 1989 – Laserock'n'roll Party Vol.2 (New Rose Records, CD), con Through My Mouth
- 1990 – Rock'n'Rose (New Rose Records, CD), con Watching the Candles Burn